# Roberto Firpo
Roberto Firpo (Las Flores, 13 de mayo de 1884 - Buenos Aires, 14 de junio de 1969) fue un pianista, director de orquesta y compositor argentino, destacado como músico de tango. Fue uno de los primeros músicos en hacer evolucionar el tango desde sus formas primitivas y quien impuso el piano en la orquesta típica tanguera. Compuso también las bandas musicales de varias películas. Su tango emblemático es «Alma de bohemio». En 1916 estrenó el famoso tango La cumparsita, del compositor uruguayo Gerardo Matos Rodríguez. Realizó más de 3000 grabaciones.

## Biografía
Su primer grupo fue un trío que integró con Francisco Postiglione (violín) y Juan Carlos Bazán (clarinete), con el que tocaron en Lo de Hansen, uno de los lugares de tango clásicos. En 1913 formó su primera orquesta.
Aunque es materia de debate en cuanto al año, en 1916 Firpo estrenó en el café La Giralda (de Montevideo) «La Cumparsita», del uruguayo Gerardo Hernán Matos Rodríguez, el tango más conocido de todos los tiempos, y realizó la grabación más antigua del tema (Odeón 483). Firpo sostuvo siempre que él le incluyó al tema original, que le presentó Matos Rodríguez, una parte de su tango «La gaucha Manuela» y un tramo de la ópera Miserere, de Giuseppe Verdi, y que le propuso firmarla conjuntamente, a lo que Matos se opuso.
Firpo relató ese momento histórico del siguiente modo:

En 1916 yo actuaba en el café La Giralda de Montevideo, cuando un día llegó un señor acompañado de unos quince muchachos -todos estudiantes- para decirme que traían una marchita y querían que yo la arreglara porque pensaban que allí había un tango. La querían para la noche, porque la necesitaba un muchacho llamado Matos Rodríguez. En la partitura en dos por cuatro aparecía un poco la primera parte y en la segunda no había nada. Conseguí un piano y recordé dos tangos míos compuestos en 1906 que no habían tenido ningún éxito: "La gaucha Manuela" y "Curda completa". Y le puse un poco de cada uno. A la noche lo toqué con "Bachicha" Deambroggio y "Tito" Roccatagliata. Fue una apoteosis. A Matos Rodríguez lo pasearon en andas. Pero el tango se olvidó, su gran éxito comenzó cuando le adosaron la letra de Enrique Maroni y Pascual Contursi.

## Principales tangos
Algunos de los tangos que compuso son:
- Alma de bohemio, su obra más célebre
- Argañaraz
- Sentimiento criollo
- De pura cepa
- Marejada
- El compinche
- El ahorcado
- Fuegos artificiales, con Eduardo Arolas
- Didí
- El bisturí
- El amanecer
- El gallito
- El rápido
- Vea Vea
- El apronte
- Montevideo
- La carcajada

## Filmografía
Intérprete
- La historia del tango (1949) ...Él mismo
- El cantor del pueblo (1948)
- Dancing (1933)

Música
- ¡Tango! (1933)